# 柚李
柚李（ゆずり）は日本の女性声優。主にアダルトゲームに声をあてている。

## 出演作品

### ゲーム
- ピリオド

#### 2008年
- 残暑お見舞い申し上げます。 〜君と過ごしたあの日と今と〜
- すくすく水着 盗んだ水着はカルキ臭（女の子1）
- 戦極姫 -戦乱の世に焔立つ-
- とらい☆すたーず（セリーヌ・ミュラー）
- Back Stage -バックステージ-（マネージャー）
- プリンセスラバー!（女生徒）

#### 2009年
- あい☆きゃん（女子アナ）
- クロガネの翼 〜THE ALCHEMIST'S STORY〜（アリス・アルストロメリア）
- ここより、はるか -Surrounded sea in the world-
- 出撃!! 乙女たちの戦場〜闇を切り裂く、にび色の徹甲弾〜（沖田 総二、アレクの部下8号、たなか、ロキ）[1]
- 白光のヴァルーシア〜What a beautiful hopes〜（エヨカン、ジェミマ、ルク）
- ひだまりバスケット
- 僕らのカタチ、世界のカタチ（坂元 真央）
- 乱れて交わる俺と姫（ウティ）

#### 2010年
- あかときっ!-夢こそまされ恋の魔砲-（黒兵）
- 紫影のソナーニル -What a beautiful memories-（カトリーン）
- ノーブレスオブリージュ（葛木 瀬理奈）
- はぴ☆さま! 〜宮乃森村へようこそ!〜（美耶）
- はるかぜどりに、とまりぎを。 2nd Story 〜月の扉と海の欠片〜
- ふぇちちち! 〜巨乳先生の誘惑授業〜（南野 風子）
- HOUND 獣欲の買収者（女A）
- よついろ・パッショナート!（松岡 律）
- ルーンロオド
- 恋刀乱麻 〜わたしが、アナタを、守るからっ!!!〜（皇香 小百合）

#### 2011年
- AQUA（クッキー、ココロ）
- Strawberry Nauts（古代 蘭子）[2]